# Gabriel Pérouse
Gabriel Pérouse, né à Saint-Cyr-au-Mont-d'Or le 10 août 1874 et mort à Chambéry le 5 décembre 1928, est un archiviste et historien français.

## Biographie
Fils d'Honoré Pérouse et de Jeanne Dattas, il passe sa jeunesse à Lyon. 
Élève brillant, il est reçu au baccalauréat avec la mention très bien. Il entre à l'École des chartes en octobre 1894. En même temps, il suit des cours à l'École pratique des hautes études, au Collège de France et à la Faculté de droit. 
Il sort quatrième de sa promotion de l'École des chartes en janvier 1898. Il a soutenu une thèse (qui n'est pas publiée) sur "Les origines de la gabelle et son organisation jusqu'à 1396". 
Docteur es lettres, il a soutenu sa thèse à la Sorbonne en 1905 "Le Cardinal Louis Aleman et la fin du Grand Schisme" ce qui lui valut le prix Thérouanne de l'Académie française en 1906. Sa thèse latine étudie "Les lettres d'Aeneas Sylvius Piccolomini, (futur pape Pie II)."
Gabriel Pérouse est nommé archiviste départemental de la Savoie le 2 août 1898. Il est âgé de 24 ans lorsqu'il devient chef du dépôt d'archives. Pendant trente ans, il accomplit toute sa carrière dans ce département. Historien de la Savoie, il est président de la Société savoisienne d'histoire et d'archéologie (1922-1928) et membre de l'Académie de Savoie. Il enseigne également à l'école normale de Chambéry et à la faculté des lettres de Grenoble. Il reçoit les palmes d'officier d'académie le 28 janvier 1906.
Il épouse, le 2 mars 1916, à Chambéry, Anne Denarié laquelle meurt de la grippe espagnole le 30 octobre 1918.
Le 4 décembre 1928, la veille de sa mort, il reçoit sa nomination au grade de Chevalier de la Légion d'Honneur. Il meurt le 5 décembre 1928 à Chambéry.

## Publications
Ses publications sont très nombreuses, voir la liste sur le site Sabaudia.org.
Quelques-unes de ses monographies sont à lire en ligne sur Gallica (en suivant les liens )

## Distinctions
- Palmes d'officier d'Académie, le 28 janvier 1906
- Prix Thérouanne en 1906
- Chevalier de la Légion d'honneur, le 4 décembre 1928[8]

## Hommages
La cité médiévale de Conflans (située sur la commune d'Albertville), qu'il a contribué à préserver, a donné son nom à une de ses rues. 
La ville de Chambéry où il a vécu possède aussi une rue Gabriel Pérouse.